# Elaeagnus henryi
Elaeagnus henryi är en havtornsväxtart som beskrevs av Otto Warburg. Elaeagnus henryi ingår i släktet silverbuskar, och familjen havtornsväxter. Inga underarter finns listade i Catalogue of Life.